# Euryzeargyra fuscostictica
Euryzeargyra fuscostictica là một loài bọ cánh cứng trong họ Cerambycidae.